# Sylvain Dodet
Sylvain Dodet, né le 17 mai 1974, est un triathlète français, double champion de France de triathlon et quadruple champion du monde militaire, tourné par la suite vers le cross triathlon au travers des compétitions Xterra.

## Biographie

### Carrière en triathlon
Sylvain Dodet commence le triathlon en 1995, après être passé par l'athlétisme. Excellent nageur qui préfère cependant la course à pied, il compte quatre titres de champion du monde de triathlon militaire, deux étapes de Coupe du monde et trois sur Xterra Triathlons, auxquels s'ajoute un titre de champion de France de duathlon et deux sur triathlon courte distance.
L'année 2001 est une grande réussite pour Dodet. Après un titre de champion du monde militaire le 2 juillet en Slovénie, il se rend au lac de Vassivière pour l'épreuve courte distance nationale fin août. Il gagne la course en 1 h 54 min 3 s, avec 16 secondes d'avance sur Stéphane Poulat et 31 sur Stéphan Bignet.
En 2002, bien qu'annoncé favori pour conserver son titre de champion de France, il ne réalise pas le doublé. Mais il remporte quatre des six épreuves du France Iron Tour, ce qu'il le place en tête du classement général individuel, remportant par la même occasion le titre par équipe grâce à la victoire de son coéquipier Olivier Marceau sur la dernière étape. C'est seulement le deuxième français qui remporte l'épreuve. Puis il se tourne vers les épreuves XTerra, à la recherche d'un certain état d'esprit et surtout de la difficulté des courses, après avoir été refroidi par l'expérience des Jeux olympiques.
Il est licencié à Poissy Triathlon entre 1996 et 2009, puis court sans club par la suite. Il participe depuis 2013 à l'encadrement des stages de l'équipe élite de triathlon du club.

### Données physiologiques
En 2001, Sylvain Dodet indique qu'il mesure 1,82 m pour 67 kg, avec un pouls au repos de 33 pulsations par minute, et 198 au maximum, pour 5 % de masse grasse.

### Vie personnelle et privée
Sylvain Dodet est caporal-chef au bataillon de Joinville en 2001. Il termine sa carrière d'athlète de haut niveau ainsi que militaire au grade de Sergent à Montpellier en 2009.
Sylvain Dodet vit à Antibes et est marié à la triathlète professionnelle Delphine Pelletier. Ils ont une fille née en 2005. Son frère Laurent Dodet pratique aussi le triathlon.

## Palmarès
Le tableau présente les résultats les plus significatifs (podium) obtenus sur le circuit national et international de triathlon et de duathlon depuis 1995.
| Année        | Compétition                                           | Pays               | Position           | Temps           |
| ------------ | ----------------------------------------------------- | ------------------ | ------------------ | --------------- |
| 2008         | Coupe du monde de triathlon : étape de Karlovy Vary   | Tchéquie           | Médaille d'or      | 1 h 49 min 22 s |
| Embrunman CD | France                                                | Médaille de bronze | Timing             |                 |
| 2005         | Championnats de France                                | France             | Médaille d'or      | Timing          |
| 2005         | Grand Prix de triathlon - Étape d'Embrun              | France             | Médaille d'argent  | Timing          |
| 2004         | Championnats de France                                | France             | Médaille de bronze | Timing          |
| 2003         | Championnats de France                                | France             | Médaille d'argent  | Timing          |
| 2003         | Grand Prix de triathlon - Étape des Sables-d'Olonne   | France             | Médaille d'or      | Timing          |
| 2002         | Coupe du monde de triathlon : étape de St. Petersburg | États-Unis         | Médaille d'or      | 1 h 53 min 35 s |
| 2002         | Championnats de France                                | France             | Médaille d'argent  | Timing          |
| 2002         | France Iron Tour (classement général et par équipe)   | France             | Médaille d'or      |                 |
| 2001         | Championnats de France                                | France             | Médaille d'or      | 1 h 54 min 3 s  |
| 2001         | Grand Prix de triathlon - Étape de La Baule           | France             | Médaille d'or      | Timing          |
| 2000         | GP de triathlon - Étape de Saint-Quentin-en-Yvelines  | France             | Médaille d'or      | Timing          |
| 2000         | Championnats de France                                | France             | Médaille d'argent  | Timing          |
| 1999         | Championnats de France                                | France             | Médaille de bronze | Timing          |
| 1998         | Grand Prix de triathlon - Étape de Bourges            | France             | Médaille d'or      | Timing          |
| 1995         | Championnat de France de duathlon                     | France             | Médaille d'or      | Timing          |